# Coombe Hill Canal
Coombe Hill Canal är en kanal i Storbritannien.   Den ligger i grevskapet Gloucestershire och riksdelen England, i den södra delen av landet, 150 km väster om huvudstaden London.